# Bleekgele droogbloem
De bleekgele droogbloem (Gnaphalium luteoalbum) is een eenjarige plant uit de composietenfamilie.

## Beschrijving
De bloeiperiode is van juli tot oktober. De polygame bloemen zijn oranje of roodachtig geel en zitten in een bloemhoofdje zonder lintbloemen in afgeronde kluwens aan de top van de hoofd- en zijstengels. De kluwens hebben geen bladeren. Het omwindsel is geelwit, kaal en glanzend. De rechtopstaande of opstijgende stengels zijn wit viltig behaard en zijn onvertakt of met van de voet opstijgende zijtakken. De verspreidstaande bladen hebben een halfstengelomvattende voet. Ze zijn witviltig en hebben een ingerolde rand. De onderste bladeren zijn spatelvormig, de bovenste lijnvormig tot langwerpig.

## Standplaatsen
De plant is te vinden op zonnige, open plaatsen (pionier) op vochtige tot natte, zandige of stenige, kalkhoudende bodem, vaak op plaatsen die in de winter onder water staan en 's zomers droogvallen, zoals jonge duinpannen of oevers van vijvers en mineraalrijke vennen. Na 1980 in Nederland ook steeds vaker aangetroffen in stedelijke milieus en langs spoorwegen.

## Verspreiding
In Nederland is de soort vrij algemeen in Zeeland, de Hollandse duinen, Flevoland en in stedelijke gebieden.
In België vrij zeldzaam in Vlaanderen. Het meest in de duinen, het Antwerps havengebied (opgespoten grond) en in het Midden-Limburgse vijvergebied. Elders zeer zeldzaam.
De plant is inheems in Zuidwest- en Zuid-Azië, delen van Afrika en in Europa tot in Midden-Engeland en Zuid-Scandinavië. Ingeburgerd in Noord- en Zuid-Amerika, Australië en Nieuw-Zeeland.

## Namen in andere talen
- Duits: Gelbliches Ruhrkraut
- Engels: Weedy cudweed, Jersey cudweed
- Frans: Gnaphale blanc jaunâtre